# Celler Vila Corona
Vila Corona és un celler de Vilamitjana, una empresa familiar de diverses generacions que es remunta al segle xviii que elabora vins de la Denominació d'Origen Costers del Segre.

## Història
El celler es va inaugurar l'any 1993, tot i que els terrenys on estan situats el celler i la vinya porten essent de la familia des de 1749.
Vila Corona fou el primer celler que va formar part de la recent creada Subzona Pallars de la DO Costers del Segre, l'any 1998
El celler té el certificat de sostenibilitat i aplica els criteris de l'agricultura ecològica en la seva producció.
La nau està semisoterrada dins de la Serra dels Nerets, cosa que permet que la temperatura sigui estable (uns 10 graus a l'hivern i uns 20 graus a l'estiu).

## Vinyes

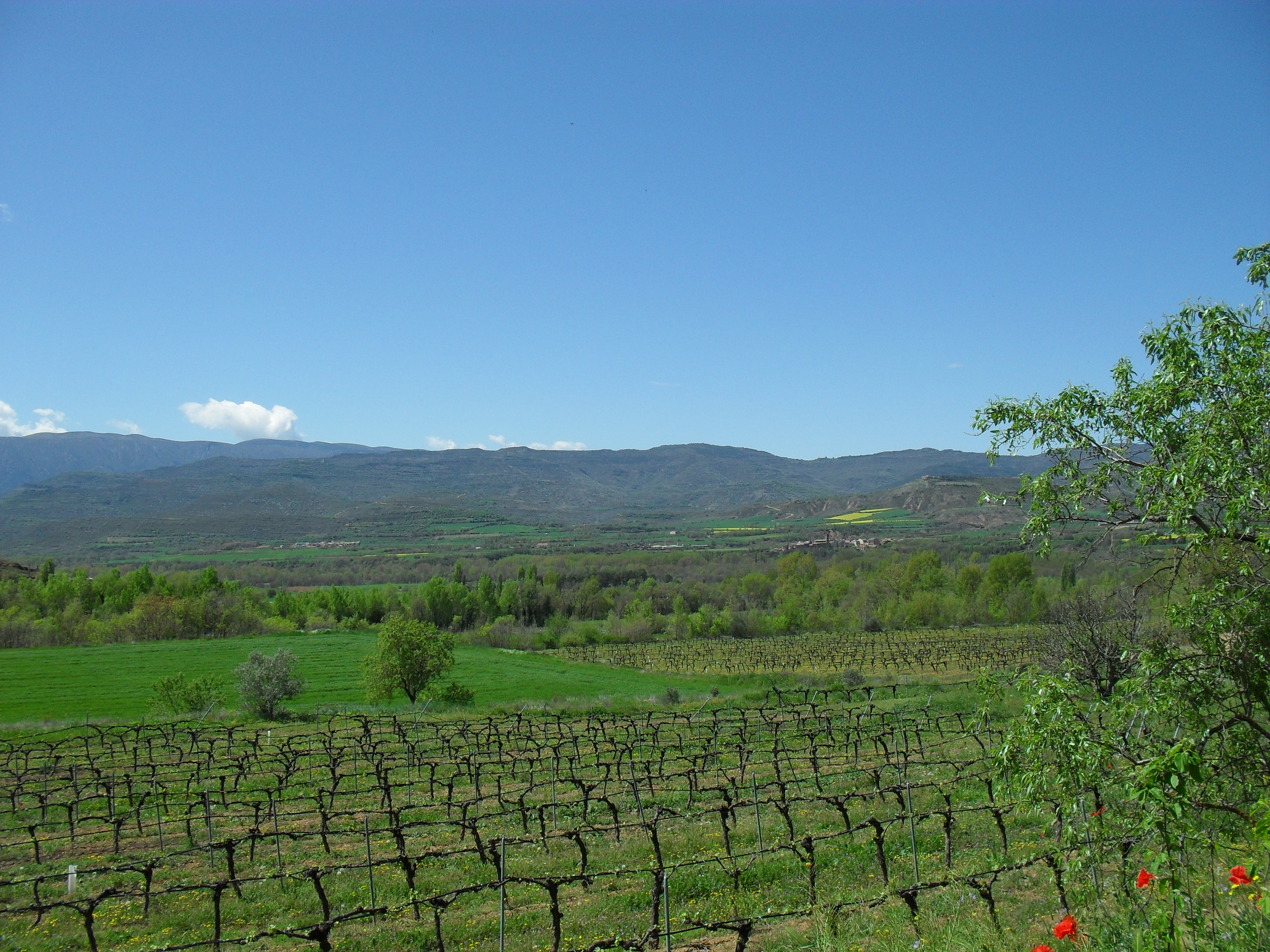
Vinyes del Celler Vila Corona, Vilamitjana

Disposa de 11 hectàrees de vinyes on es cultiva cabernet Sauvignon, (plantades el 1989), riesling (una varietat de zones més fredes, que a Vilamitjana s'adapta bé), chardonnay, merlot, garnatxa negra, monastrell i ull de llebre.
A la finca hi trobem dos tipus de terra: la generada per l'ensorrament de la serralada del Pirineu, és vermella molt mineral i rica en ferro. D'altra banda, la que prové de la degradació i solidificació de la sorra de l'antic Roine, quan desembocava al Pallars, ara fa 65 milions d'anys.
El clima és mediterrani continental amb influència del d'alta muntanya. Forma part de la Conca de Tremp delimitada per altituds que van entre 1.100 i els 2.080 m, creant un microclima específic i diferenciat. Els nostres ceps estan plantats a uns 500 m. Aquesta situació provoca inversions tèrmiques molt marcades durant tot l'any. Els hiverns són freds i els estius calorosos de dia i frescos durant la nit, afavorint una maduració més lenta. La pluviometria varia entre els 500-560 ml/m2/any i les nevades són una mitja de 1,5/anual. La temperatura fluctua entre els -14 °Ci els 39 °C, essent la mitja de 12,8 °C. Durant la verema, la temperatura oscil·la entre els 25 °C i els 8 °C.

## Vins
Els vins que elabora Vila Corona estan al mercat amb l'etiqueta Llabustes, amb diverses varietats: Merlot, Ull de llebre i Cabernet Sauvignon, pels vins negres; i Chardonay i Riesling pels blancs.
La darrera incorporació és el Tu rai..., vi elaborat amb garnatxa, monastrell i ull de llebre.